# Pseudotylosurus angusticeps
Con las denominaciones populares de pez lápiz, pez aguja, piratimbucú, pez espada o aguja de río (Pseudotylosurus angusticeps) se conoce a una de las dos especies que componen el género de peces de agua dulce Pseudotylosurus.
Habita en ríos, arroyos y lagunas de aguas subtropicales y tropicales del norte y centro de América del Sur. Presenta un característico cuerpo alargado y una boca en forma de afilado pico, características comunes a los miembros de la familia de los belónidos, a la cual pertenece. Posee un largo total de unos 30 cm.  

## Taxonomía
Esta especie fue descrita originalmente en el año 1866 por el zoólogo británico, nacido en Alemania, Albrecht Carl Ludwig Gotthilf Günther, bajo el nombre científico de Belone angusticeps.

## Distribución geográfica
Esta especie se distribuye en las cuencas del Amazonas y del Plata, desde el oriente de Ecuador y Perú, el norte y este de Bolivia, gran parte del Brasil, Paraguay, llegando por el sur hasta el nordeste de la Argentina.